# Assassinat de Sònia Rescalvo Zafra

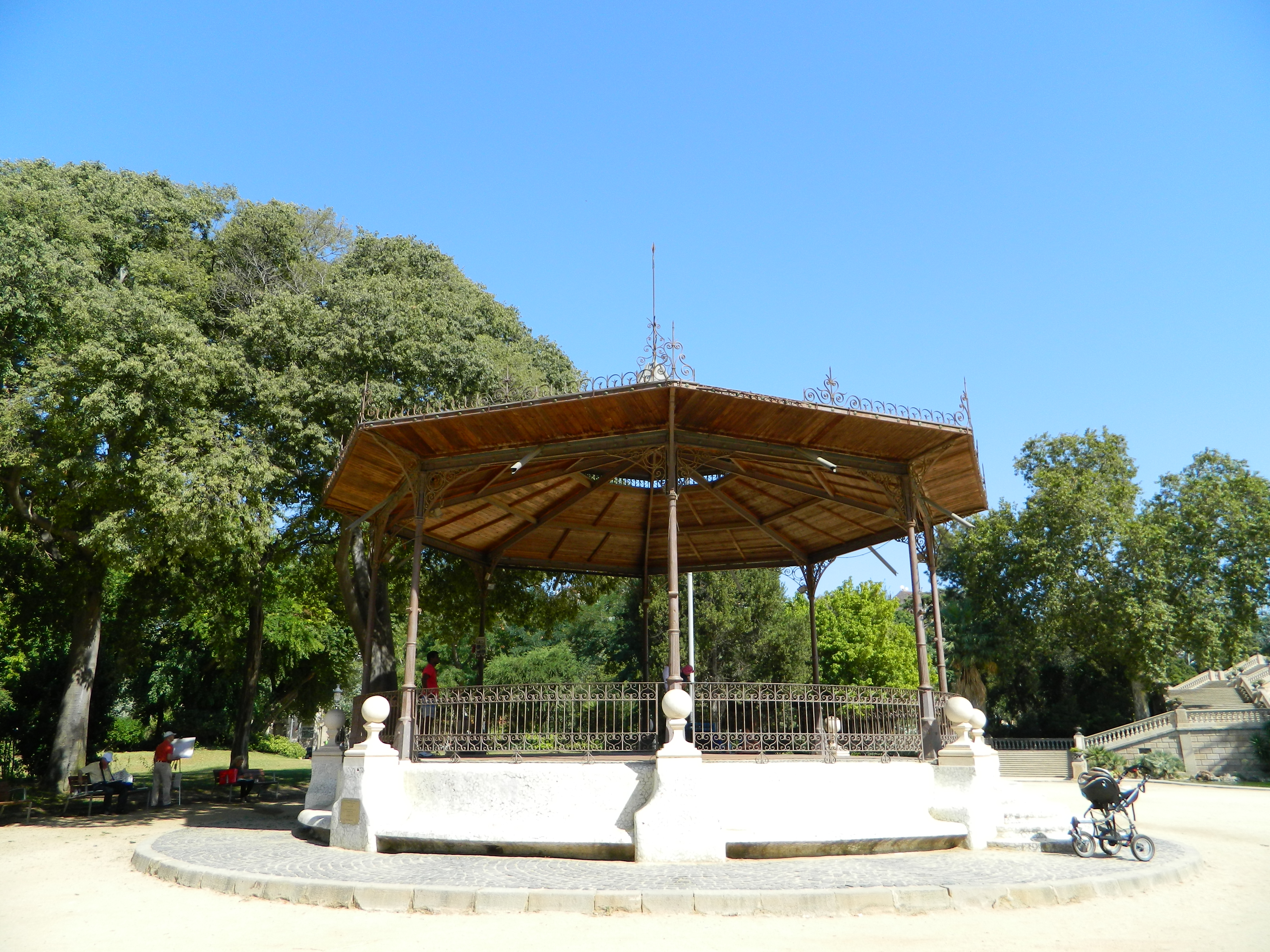
Quiosc de música, prop d'on va ser assassinada Sònia i que actualment porta el seu nom: Glorieta de la Transsexual Sònia

El 6 d'octubre de 1991, la dona transsexual Sònia Rescalvo Zafra va ser assassinada d'una pallissa per un grup de neonazis membres dels Boixos Nois al Parc de la Ciutadella, a Barcelona. El seu assassinat va adquirir gran rellevància per ser «el primer crim d'una transsexual pel mer fet de ser-ho del qual es té informació i constància a Espanya». També va ser el primer cas d'assassinat investigat pels Mossos d'Esquadra.

## Context
El 1991 la transsexualitat era marginada i reprimida, ignorada com a objecte polític. En conseqüència, els transsexuals estaven pràcticament fora de la llei i, sobretot les dones transsexuals es trobaven properes al món de la prostitució, sovint l'única possibilitat de trobar treball per sobreviure. Sònia va fugir de la seva família als 16 anys de la seva Conca natal, per refugiar-se en l'anonimat de la gran ciutat, a Barcelona. Durant un temps li va anar bé i fins i tot va aconseguir actuar al teatre Arnau, al Paral·lel de Barcelona. L'any 1991 Sònia, que llavors tenia 45 anys, havia caigut en la prostitució i la indigència, la qual cosa l'obligava a dormir al ras.

## L'assassinat

Plànol del Parc de la Ciutadella. La glorieta de Sònia està marcada amb el número 2.

La nit del divendres 5 d'octubre de 1991, Sònia i la seva amiga Doris (Doris Romero) van decidir dormir al ras a la glorieta dels músics del Parc de la Ciutadella. A començament del ja dissabte 6 d'octubre, després d'una nit de marxa, sis skinheads d'ideologia ultradretana membres dels Boixos nois es van colar al Parc de la Ciutadella de Barcelona per un forat de la tanca, dirigint-se a la glorieta dels Músics, lloc habitual de reunió d'homosexuals i transsexuals.
Allí van decidir «tocar el tambor», que és com ells anomenaven el fet de donar puntades de peu, amb les seves botes reforçades amb punta de ferro, al cap de les seves víctimes. El grup es va colar al parc de la Ciutadella; allà hi van trobar les dues transsexuals que dormien a la glorieta dels músics; la Sònia i la Doris van cridar-los l'atenció després que els joves estiguessin fent soroll, i els joves, en adonar-se de les seves característiques, van decidir atacar-les. Aquella nit la Sònia i la seva companya Dori van ser identificades pel grup com a «bultos» amb «aspecte de travesti». La pallissa que van rebre la Sònia i la Doris va ser de tal violència que un dels agressors es va trencar una ungla del peu, a pesar que la seva bota estava protegida amb un reforç d'acer. Els primers informes periodístics van confondre Sònia amb una persona negra, tal com ho explica el magistrat José Joaquín Pérez Beneyto: «Va ser tal la pallissa que li van donar que tota ella eren blaus». La Doris va aconseguir sobreviure «per pura casualitat» segons la mateixa sentència, però la Sònia va morir «d'una pluja de puntades al cap i d'un bastonada al pit amb un pal d'escombra».
Després de deixar-les totes dues moribundes a terra, van donar una pallissa a un indigent borni, Miguel Pérez Barreiros, que es trobava a prop. Com a conseqüència, Miguel va perdre l'únic ull amb el qual hi veia, quedant-se cec. Posteriorment els sis agressors es van dirigir al bar Vis a vis. L'endemà es van reunir amb un amic, Óscar Lozano, per explicar-li els fets.

## Premsa, recerca i judici
La premsa de l'època va mostrar poc respecte i comprensió per Sònia, emprant el seu nom de naixement, José, tractant-la amb l'article masculí i titllant-la d'«homosexual transvestit». El jutge d'instrucció, José Joaquín Pérez Beneyto, va encarregar als Mossos d'Esquadra la primera recerca per assassinat realitzada pel cos. La recerca va ser dirigida per Carles Molinero, sotsinspector dels Mossos, i el seu equip, format per set persones. El febrer de 1992 van escoltar la següent conversa que Héctor López Frutos, un dels sospitosos que estava sent vigilat, tenia amb una noia:
| « | —Vols venir a casa aquesta nit? —No, no... —Sempre em dius que no. Tens por de venir a casa meva? —De casa teva no, de tu. —Òstia, ni que fos un travesti! —No home, no et posis així. —Per cert, saps qui va fer allò del travesti de la Ciutadella? —No —Doncs jo sí! | » |

La conversa va permetre detenir set joves d'entre 16 i 17 anys: Pere Alsina Llinares, David Parladé Valdés, Héctor i Isaac López Frutos, Andrés Pascual Prieto, Oliver Sánchez Riera i Óscar Lozano. Els registres dels seus habitatges va produir nombrosa documentació neonazi, armes blanques, així com bats de beisbol i punys americans, a més de carnets dels Boixos Nois. Diverses persones relacionades amb la recerca, entre elles el sotsinspector Molinero, van assenyalar «el nivell de desafiament, bel·ligerància, prepotència i fatxenderia» mostrat pels detinguts i el seu entorn familiar. En un principi, els sis sospitosos per la mort de Sònia i l'agressió a Doris i a l'indigent Miguel Pérez Barreiros, se'ls van imputar, per cadascuna de les agressions, els delictes d'assassinat consumat amb traïdoria, assassinat frustrat i lesions. Un setè jove, amic dels altres sis, també va ser acusat d'un delicte d'omissió del deure d'ajuda, perquè tot i no haver participat directament en l'acció, no va comunicar els fets succeïts a la policia. El fiscal encarregat del cas demanava, pels sis joves encausats per la mort de la Sònia i les altres dues agressions, penes que sumaven 333 anys de presó.
Durant els mesos de juny i juliol de 1994 es va celebrar el judici a l'Audiència Provincial de Barcelona. El FAGC i la Coordinadora Gai-Lesbiana de Catalunya van exercir l'acusació popular. Eugeni Rodríguez i Jordi Petit serien els portaveus de l'acusació popular de la mà de l'advocada Maria José Valera. A banda de les imputacions per assassinat consumat amb traïdoria, assassinat frustrat i lesions, l'acusació popular exercida pel FAGC (Front d'Alliberament Gai de Catalunya) va invocar el delicte d'associació il·lícita contra els acusats. La sala de l'Audiència de Barcelona encarregada del judici va considerar que els sis encausats eren simpatitzants d'ideologia skinhead, i mantenien una actitud pronazi i violenta, però va descartar que es tractés d'una associació il·lícita, ja que els acusats no integraven una organització, amb una cúpula directiva que donés ordres; es va considerar que el grup de joves era només un grup d'amics en certa manera estable, en el qual tots eren iguals, i que la nit de l'assassinat van actuar conjuntament per coincidència i no perquè s'haguessin posat d'acord prèviament, ni tenien un pla estudiat, es va declarar també que tampoc quedava acreditat que formessin part d'un grup més gran, els dirigents del qual no van ser detinguts.
Tampoc es va considerar l'agreujant de premeditació, ja que el Tribunal va considerar que els acusats no tenien propòsit ni pla deliberat d'atacar indigents ni homosexuals.
Un altre punt de controvèrsia del judici va ser la decisió del tribunal de no considerar les botes amb punta reforçada metàl·lica com a arma. El fiscal va qualificar les botes utilitzades pels skins, Doc Martens, reforçades amb puntera metàl·lica com a tal, però el tribunal va matissar que tot i que les botes tenien capacitat de lesionar segons la potència dels cops, no es poden qualificar d'armes per si mateixes. D'altra banda, segons el tribunal, els acusats tenien la intenció de matar, el que es desprenia de la brutalitat de l'agressió, no només per la reiteració, sinó també pel mitjà emprat, botes de tipus militar amb les puntes reforçades d'acer.; el tribunal sentenciava a més, que la intenció de matar i no de lesionar dels joves quedava provada també pel fet que quan van donar per finalitzada la seva acció, pensant que ja havien mort les seves víctimes, i van baixar de la tarima, en sentir que un d'ells encara respirava, van decidir pujar i rematar-lo.
Finalment, els detinguts van ser condemnats a 310 anys de presó. Tres dels acusats, Héctor López Frutos, Pere Alsina i David Parladé van ser condemnats a 65 anys de presó cadascun per l'assassinat consumat de la Sònia i per l'assassinat frustrat de la també transsexual Dori; Andrés Pascual, Oliver Sánchez i Isaac López Frutos van ser condemnats a 35 anys i 4 mesos de presó pels mateixos delictes, però amb l'atenuant de minoria d'edat; i Óscar Lozano va ser condemnat a pagar una multa de cent mil pessetes per un delicte contra l'Administració de la Justícia, per conèixer els fets i no haver-los denunciat. Se'ls va aplicar l'atenuant d'embriaguesa i l'agreujant de nocturnitat. Posteriorment, el 1997, el Tribunal Suprem va rebaixar les penes a la meitat i canvià la qualificació d'assassinat a homicidi, en valorar que no es va aplicar correctament el concepte de traïdoria. Les penes imposades per l'Audiència a Pere Alsina Llinares, David Parladé i Héctor López van passar de 65 anys a 38 anys cadascun, per homicidi en el cas de la mort de Sònia i homicidi en grau de frustració i lesions, en el cas de Dori i Miguel Pérez. Els altres tres condemnats, que en el moment de l'agressió eren menors, també van veure les seves condemnes rebaixades: de 44 a 20 anys per Isaac López, i de 36 a 14 anys per Andrés Pascual i Oliver Sánchez. El Tribunal Suprem va considerar l'agreujant d'abús de superioritat pel desequilibri de forces durant l'agressió, considerant que els agressors van disminuir la possibilitat de defensar-se de les víctimes. El 2011, a excepció de dos d'ells, tots estaven en llibertat.

## Conseqüències i homenatges

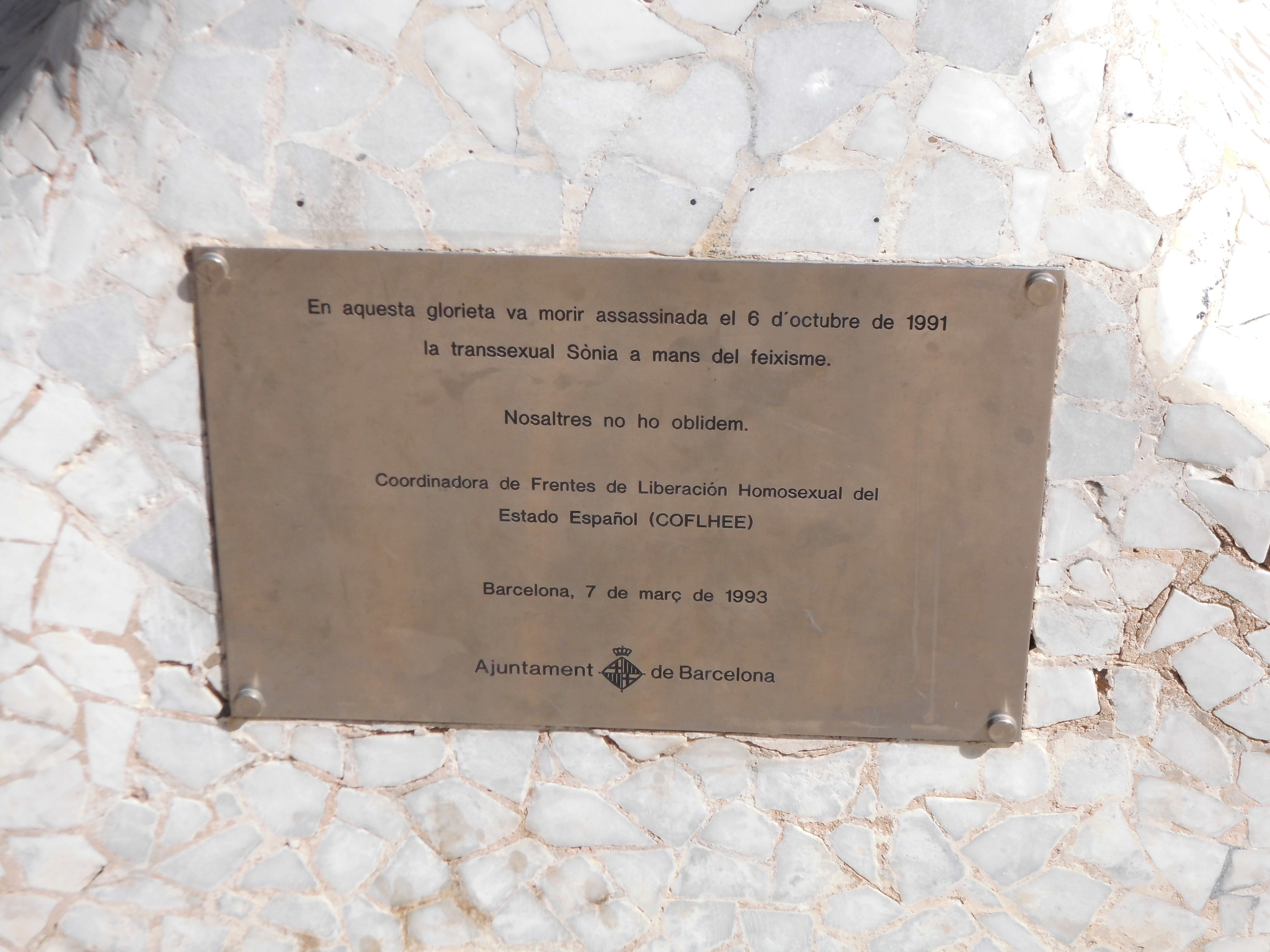
Placa commemorativa col·locada l'any 1993 per la Coordinadora de Fronts d'Alliberament Homosexual de l'Estat Espanyol per recordar l'assassinat de Sònia.

La recerca va servir de punt d'inflexió per al tracte dels crims d'odi i de la discriminació a Barcelona, que finalment va portar a la creació d'una fiscalia especialitzada. Els fets, juntament amb la persecució que va realitzar l'Ajuntament de Barcelona de les treballadores del sexe del Camp Nou amb motiu de les Olimpíades de 1992, també van ser un dels punts d'inflexió de la lluita pels drets dels transsexuals a Barcelona i a l'Estat Espanyol. Aquests dos fets, l'assassinat de Sònia i la persecució de les prostitutes del Camp Nou van propiciar també la creació de la primera organització de persones transsexuals amb base a Catalunya, el Col·lectiu de Transsexuals de Catalunya (CTC).
En 1993, la Coordinadora de Fronts d'Alliberament Homosexual de l'Estat Espanyol va col·locar una placa commemorativa en el quiosc de música que presideix la glorieta en la qual va ser assassinada Sònia. Per haver estat el lloc de l'assassinat de Sònia, l'any 2011 s'hi va col·locar el Monument en memòria dels gais, lesbianes i persones transsexuals represaliades. El 6 d'octubre de 2013 es va rebatejar la glorieta com a «Glorieta de la Transsexual Sònia», col·locant-hi un nou cartell més visible:
| « | A Sonia Rescalvo Zafra, que va morir brutalment assassinada el 6 d'octubre de 1991 en aquesta glorieta per un grup de neonazis a causa de la seva identitat de gènere. La ciutat de Barcelona condemna aquest crim i rebutja qualsevol actitud o acció que vulneri els drets recollits a la Declaració Universal dels Drets Humans. | » |

| « | El canvi de nom de la glorieta no li ha tornat la vida, però li ha tornat la dignitat. Serà la primera ciutat d'Europa que dona el nom d'una transsexual a un espai públic. | » |

 recordava el portaveu del grup que ha liderat el procés pel canvi de nom de la glorieta, el FAGC, Eugeni Rodríguez, el dia de la inauguració de la glorieta.